# Spiel Heimorgel Spiel
Spiel Heimorgel, Spiel er et album med Mambo Kurt som udkom 29. juni 2007. Det er udgivet af Armageddon Music.
"God save the queen" synges af Kurts tidligere orgellærer Heidi Schulz.

## Spor
- 1. "Spiel Heimorgel Spiel"
- 2. "Red Flag" (Billy Talent)
- 3. "Last Nite" (The Strokes)
- 4. "Killing in the name" (Rage against the machine)
- 5. "Smells like teen spirit" (Nirvana)
- 6. "Private dancer" (Tina Turner)
- 7. "Ein Kompliment" (Sportfreunde Stiller)
- 8. "Dancing Queen" (ABBA)
- 9. "Sing Hallelujah" (Dr. Alban)
- 10. "God save the queen" (Sex Pistols)
- 11. "South of heaven" (Slayer)
- 12. "Ohne dich" (Rammstein)
- 13. "Caravan of love" (The Housemartins)